# Mustika Jaya
Mustika Jaya is een bestuurslaag in het regentschap Kota Bekasi van de provincie West-Java, Indonesië. Mustika Jaya telt 61.440 inwoners (volkstelling 2010).